# Rue de Rocroy
La rue de Rocroy est une voie du 10e arrondissement de Paris.

## Situation et accès

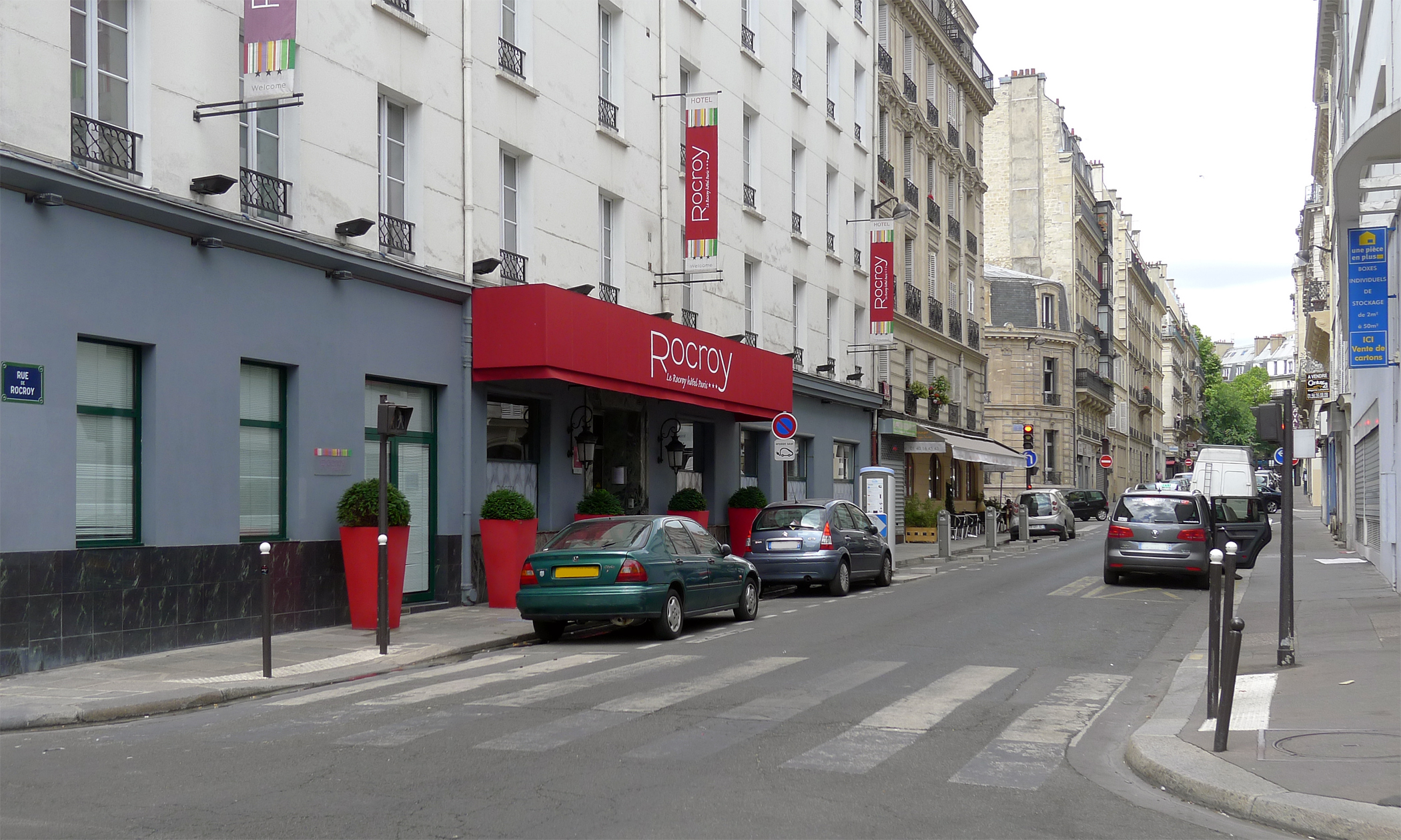
La rue de Rocroy vue depuis la rue de Belzunce (en 2015).

Elle débute 8, rue d'Abbeville et se termine 133, boulevard de Magenta. Elle traverse les rues de Belzunce, de Maubeuge et de Dunkerque.
La rue de Rocroy est desservie à distance par la station de métro Gare du Nord.

## Origine du nom
Elle porte, en raison de sa proximité avec la gare du Nord, le nom de la ville du département des Ardennes, Rocroy, où le Grand Condé remporta, le 19 mai 1643, une célèbre victoire sur les Espagnols.

## Historique
La rue est ouverte sur l'ancien clos Saint-Lazare par ordonnance royale du 31 janvier 1827 qui indique dans son article 1er, : 
« Les sieurs André et Cottier sont autorisés à ouvrir sur les terrains à eux appartenant, les rues tracées sur le plan ci-annexé, savoir :
La septième, la rue des Jardins-Poissonnière, transversale à la précédente, depuis la rue de l'Abattoir jusqu'à la rue du Gazomètre, etc. et aura 12 mètres de largeur. »
Elle est ouverte sous le nom de « rue des Jardins-Poissonnière » car elle était située au milieu des jardins.
Elle est prolongée, en 1850, de la rue de Dunkerque jusqu'au chemin de Ronde de la Barrière-Saint-Denis avant d'être amputée, par décret du 19 novembre 1855, de la partie située entre les actuels boulevards Magenta et la Chapelle afin de permettre la construction de l'hôpital Lariboisière et la rue Guy-Patin.

## Bâtiments remarquables et lieux de mémoire
- No 3 : 
  - pendant la Grande Guerre, le journal Pages de Gloire y avait son siège ;
  - l’illustré pour enfants L’Intrépide y avait son administration, en 1921.
- No 6 : école Saint-Vincent de Paul, fusionnée en 2009 avec l'établissement scolaire privé catholique sous contrat Rocroy Saint-Léon voisin, 106 rue du Faubourg-Poissonnière[4],[5].